# شیلونی کالورت
شیلونی کالورت (انگلیسی: Schillonie Calvert؛ زادهٔ ۲۷ july ۱۹۸۸ (۳۶ سال)) ورزشکار دو و میدانی اهل جامائیکا است.
وی در مسابقات کشوری و بین‌المللی در مجموع برندهٔ ۱۰ مدال طلا، ۵ مدال نقره، ۳ مدال برنز شده‌است.